# Europese weg 373
De Europese weg 373 of E373 is een Europese weg die loopt van Lublin in Polen naar Kiev in Oekraïne.

## Algemeen
De Europese weg 373 is een Klasse B-verbindingsweg en verbindt het Poolse Lublin met het Oekraïense Kiev en komt hiermee op een afstand van ongeveer 590 kilometer. De route is door de UNECE als volgt vastgelegd: Lublin - Kovel - Kiev.